# Igorlied

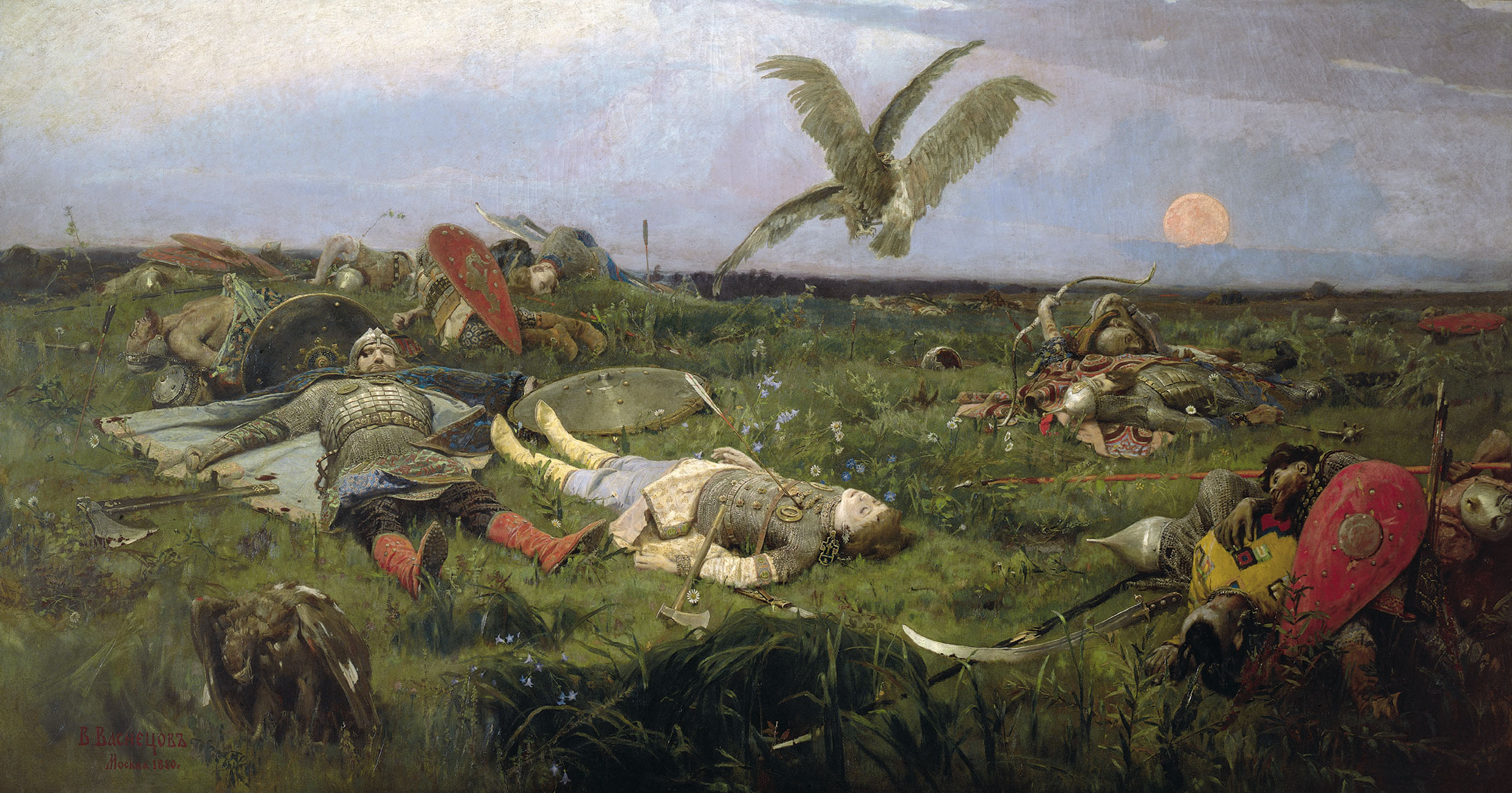
Het veld van Igors slag met de Polovtsen, door Viktor Vasnetsov

Het Igorlied of het Het lied van de veldtocht van Igor (Oudrussisch: Слово о плъку Игоревѣ, Slovo o plŭku Igorevě; Russisch: Слово о полку Игореве, Slovo o polku Igoreve; Oekraïens: полку Ігоревім, Slovo o polku Ihorevim) is een anoniem epos / poëem, geschreven in het Oudrussisch en gedateerd in het einde van de twaalfde eeuw en een zeldzaam hoogtepunt in de middeleeuwse Russische literatuur. Aleksandr Borodin baseerde zijn beroemde opera Vorst Igor op het Igorlied. 

## Inhoud

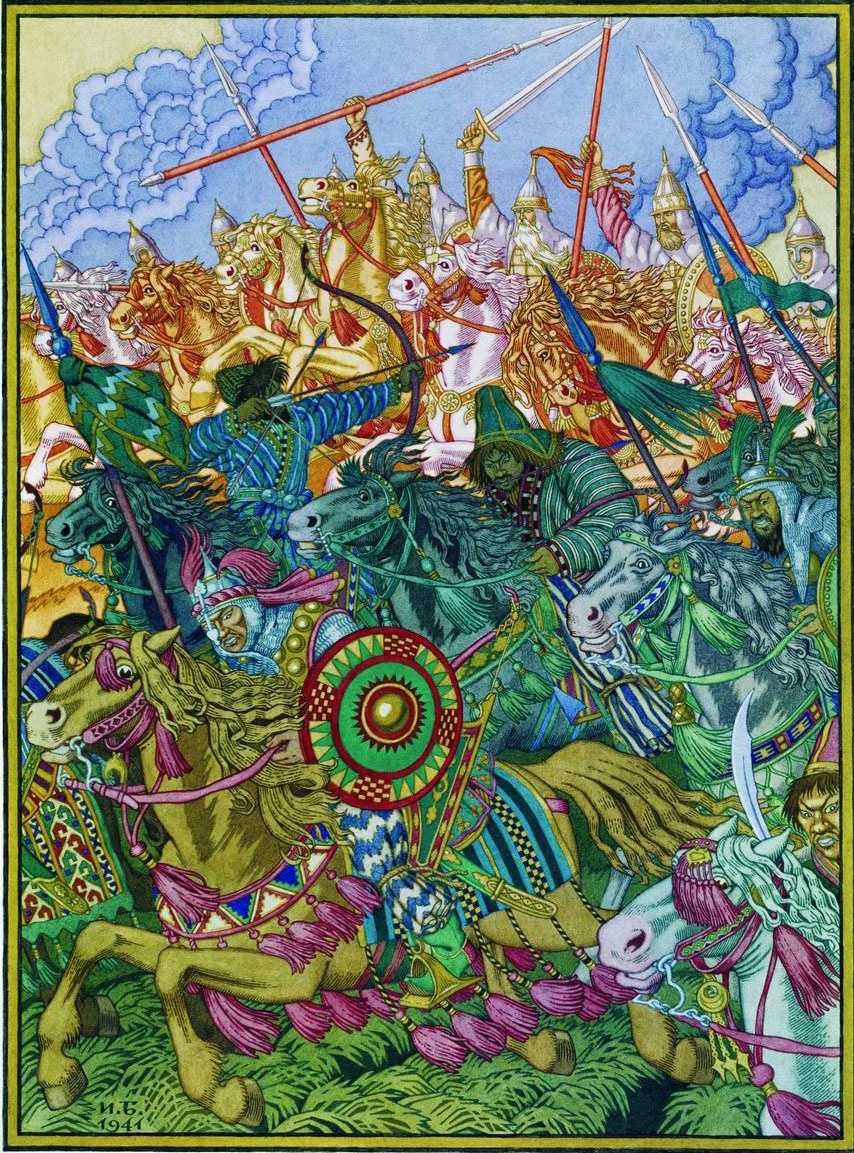
Ivan Bilibins illustratie bij het Igorlied

Het Igorlied beschrijft de ongelukkige veldtocht in 1185 van prins Igor van het vorstendom Novgorod-Severski, een deelvorstendom ten noordoosten van Kiev, tegen de Polovtsy, plunderende nomaden. Deze roekeloze maar historisch onbelangrijke veldtocht, die uiteindelijk leidt tot Igors nederlaag, wordt verheerlijkt en bezongen in sterk poëtische bewoordingen. Opmerkelijk is dat Igor niet alleen wordt bezongen, maar ook bekritiseerd. Wanneer hij niet zo onbezonnen was geweest om in zijn eentje tegen de vijand op te trekken, maar zich had verenigd met andere Russische vorsten (met name met de grootvorst van Kiev), had hij meer kans op succes gehad. Het Igorlied geeft daarmee kritiek op de verdeeldheid van de Russische vorsten in de twaalfde eeuw, toen het land al werd bedreigd door invallen door de nomaden uit de steppen aan de oostkant van de Wolga. Een eeuw later zou Rusland geheel onder de invloed komen van de Mongools-Tartaarse horden en brak een periode aan die bekendstaat als het “Tartarenjuk” (van 1220 tot 1480).

## Typering
Het Igorlied wordt door specialisten beschouwd als van uitzonderlijke artistieke waarde, maar blijft moeilijk te rangschikken. Het betreft een vrij korte tekst, bestaande uit zowel epische als lyrische gedeelten (met de jammerklacht van Jaroslav, Igors vrouw, als een van de hoogtepunten). Het meeste is geschreven in een sterk ritmisch proza met veelvuldig gebruik van alliteratie. Vanwege de sterke retoriek en het gebruik van hyperbolische elementen wordt het wel vergeleken met westerse epen, zoals het Roelantslied en het Nibelungenlied. Het Igorlied is echter niet makkelijk te lezen. Heden en verleden (via verwijzingen naar Bojan, een bard uit het verleden), droom en werkelijkheid, verhaal en commentaar worden voortdurend door elkaar gehaald. Daarenboven wordt ook nog eens uitgebreid gebruikgemaakt van breed uitgesponnen metaforen, negatieve vergelijkingen en een geraffineerde symbolische taal, die getuigt van kennis van de ingenieuze maar weinig toegankelijke Byzantijns oratorische stijl. 
Opvallende thema’s in het Igorlied zijn folklore en volkstradities, alsook de uitgesproken ‘heidense sfeer’. Het werk is doordrongen van wat historici wel ‘het dubbele geloof’ noemen (‘dvojeverië’): enerzijds zien we christelijke motieven, anderzijds de restanten van het Slavische heidendom, dat op vrijwel elke bladzijde aan de oppervlakte komt. Het Igorlied sleept de lezer mee in een wereld van mysterie en zelfs magie. Verontrustende voortekenen voorspellen het onheil dat Prins Igor te deel zal vallen: niet alleen de zonsverduistering (geen verzinsel van de schrijver, astronomisch is aangetoond dat deze plaatsvond op 1 mei 1185), maar ook ontketende natuurelementen en waarschuwende kreten van dieren. De aanwezigheid van deze heidense elementen verklaart ten dele waarom het werk niet in kloosters werd gekopieerd en –naar wordt aangenomen- slechts één exemplaar bewaard is gebleven.
Door veel Russen wordt het Igorlied, niettegenstaande haar complexiteit, tot in de huidige tijd nog steeds aangevoeld als diep nationaal, niet alleen door de oproepen tot eenheid, maar ook omdat het ‘in haar lyrische ontboezemingen en beschrijvingen van de natuur met alle snaren diepgaand van de Russische gevoeligheid verbonden is aan de Russische bodem’ (J. Blankhoff).

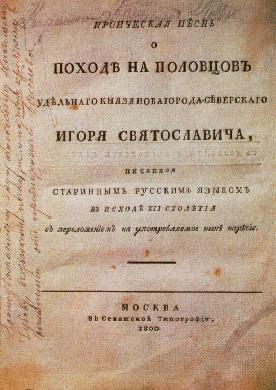
Eerste drukuitgave Igorlied, 1800

## Ontdekking
Het manuscript van het Igorlied werd pas in 1793 ontdekt toen een gezant van graaf Aleksej Moesin-Poesjkin een bundel oude handschriften kocht. Deze verzameling, die klaarblijkelijk uit de 16e eeuw stamde, bevatte naast het Igorlied onder meer ook de Nestorkroniek. In opdracht van Catharina II van Rusland werd in 1796 een met de hand geschreven kopie vervaardigd en in 1800 verscheen de eerste gedrukte versie, welke direct werd ontvangen als een hoogtepunt in de Russische en wereldliteratuur. Al snel werden door beroemde Russische dichters (onder meer Vasili Zjoekovski, in de twintigste eeuw ook Konstantin Balmont en Nikolaj Zabolotski) maar ook in het buitenland vertalingen gemaakt naar modern Russisch, waarbij de epische gedeelten veelal vervangen werden vervangen door lyrische. 
Het originele manuscript ging tijdens de brand van Moskou in 1812 verloren.

## Authenticiteit

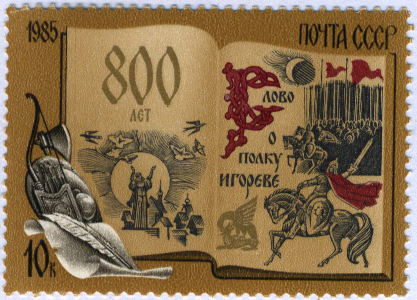
postzegel uit1985, 800e jaarviering Igorlied

De echtheid van het Igorlied is nooit onomstotelijk vastgesteld. Vanaf het moment van zijn ontdekking zijn er geruchten geweest dat het een vervalsing zou zijn. Het was aan het einde van de achttiende en in de negentiende eeuw niet ongebruikelijk om teksten in oude stijl te vervaardigen en deze als ‘echt’ naar buiten te brengen. Daar kwam bij dat Rusland in de achttiende eeuw een pijnlijk gemis voelde aan een echt epos uit oude tijden, zonder welke het land naar veler gevoel niet meetelde. Niettemin zijn er in de voorbije twee eeuwen (de polemiek woedt nog steeds onder kenners) tal van argumenten aangedragen die de echtheid wel degelijk bevestigen. Zo bevat het werk inhoudelijke gegevens (zoals de zonsverduistering, die daadwerkelijk heeft plaatsgevonden), welke aan het einde van de 18e eeuw niet gekend konden zijn, maar ook linguïstisch onderzoek lijkt de authenticiteit aan te tonen. Daarenboven bleek het Igorlied geen opzichzelfstaand werk, maar werden in de loop van de 19e eeuw en daarna nog diverse oude teksten ontdekt die onder invloed stonden van het Igorlied en een zekere controle mogelijk maakten (met name de “Zadonsjtsjina”, een in 1852 ontdekte en als authentiek beschouwde tekst over de nederlaag van de Tartaren in 1380, waarvan hele passages stukken uit het Igorlied weergeven)
Hoe het ook zij, ‘vervalsing of echt, het Igorlied blijft een van de opmerkelijkste teksten uit de Russische literatuur’ (W. Weststeijn).

## Fragment:Jaroslavs jammerklacht
Jaroslavna klaagt in de morgen op de muren van Poetivil en zegt:
“O wind, mijn wind!
Waarom voer je de pijlen van de steppenvolken
op je lichte vleugels naar de krijgers van mijn geliefde?
Had je er niet genoeg aan om onder de wolken te waaien,
de schepen te wiegen op de blauwe zee?
Waarom, heer, heb je mijn vreugde uiteengewaaid over het steppengras?”
Jaroslavna klaagt in de morgen op de muren van Poetivil en zegt:
“O Dnjepr, Roemdrager!
Jij hebt de stenen bergen doorboord dwars door het land van de Povlotsen.
Jij hebt op jouw golven de boten van Svjatoslav gewiegd
en ze naar het kamp van Kobjak gevoerd.
Breng, o heer, mijn geliefde naar me terug,
opdat ik hem niet meer vroeg in de morgen
mijn tranen zend tot aan de zee.”
Jaroslavna klaagt in de morgen op de muren van Poetivil en zegt:
“Stralende, driewerf stralende zon!
Voor allen ben je warm en mooi;
Waarom heer heb je je brandende stralen gericht
Op de krijgers van mijn geliefde?
In de dorre steppen heb je hun bogen van dorst doen verslappen,
hun pijlkokers dichtgestopt van leed.”
(Vertaling Willem G. Weststeijn)